# Мартынов, Виктор Александрович
Виктор Александрович Мартынов (род. 15 октября 1951) — советский и российский хоккеист, защитник.

## Биография
Воспитанник горьковского «Торпедо». В сезонах 1969/70 — 1971/72 играл за команду в высшей лиге. Затем выступал за СКА Калинин (1972/73 — 1973/74), «Сокол» Киев (1974/75 — 1978/79), «Шинник» Омск (1978/79), «Рубин» Тюмень (1979/80).
Победитель чемпионата Европы среди юниорских команд 1970 года.